# Carrie (2013)
Carrie is een Amerikaanse thriller-horrorfilm uit 2013. De film is geregisseerd door Kimberly Peirce en is gebaseerd op Stephen King's gelijknamige roman. De film is een remake van de gelijknamige film uit 1976.

## Verhaal
Carrie (Chloë Moretz) is een meisje op de middelbare school. Ze is opgevoed door haar streng religieuze moeder.
Carrie wordt altijd gepest. Dit wordt nog erger na een gymles, wanneer ze voor het eerst ongesteld wordt terwijl ze onder de douche staat. Doordat het de eerste keer was, wist ze niet wat er allemaal gebeurde en begon ze te huilen. De andere meiden gooiden tampons naar haar en lachten haar uit. Chris, een meisje dat dit heeft gefilmd, wordt geschorst en mag niet naar het schoolbal komen.
Als Carrie naar het toilet gaat, breekt ze een spiegel door middel van telekinese. Dat is de eerste keer dat ze haar gave ontdekt. Thuis sluit haar moeder haar op in een kast en dwingt ze haar dochter te bidden voor vergiffenis, omdat het ongesteld zijn volgens haar moeder een zonde is.
Sue, een van de pesters uit Carries klas, krijgt spijt en wil het goedmaken. Ze zegt tegen haar populaire vriendje Tommy Ross dat hij Carrie mee moet nemen naar het bal. Na een korte discussie doet hij dit. Eenmaal op het bal aangekomen, worden Tommy en Carrie gekozen tot koning en koningin van het bal. Als ze op het podium staan, wordt er een emmer met varkensbloed over Carrie heen gegooid door Chris en haar vriendje. Vlak hierna valt de emmer op Tommy's hoofd waardoor hij ter plekke overlijdt. Carrie wordt zo vreselijk kwaad dat ze de hele zaal vernielt en een aantal mensen vermoordt.
Sue ziet het allemaal gebeuren maar kan niks doen omdat Carrie de deuren heeft gesloten door middel van telekinese.
Chris en haar vriendje proberen te ontsnappen maar Carrie volgt hen. Bij een tankstation proberen ze Carrie aan te rijden maar ze houdt de auto tegen waarbij Billy, het vriendje van Chris bewusteloos raakt als hij met zijn gezicht tegen het stuur knalt. Chris probeert door te rijden maar Carrie tilt de auto op. Ze laat de auto los en de auto met Chris er nog in rijdt tegen het tankstation op en de gehele boel ontploft.
Carrie gaat onder het varkensbloed naar huis waar haar moeder op haar wacht. Nadat Carrie zich schoongewassen heeft, omhelst haar moeder haar dochter stevig en troost ze haar, maar dan pakt ze een mes en steekt het in Carries rug. Ze wil haar vermoorden omdat Carrie een "duivelskind" is. Als haar moeder haar de genadeslag wil geven lukt het haar door middel van haar gave haar moeder terug te duwen. Ze heft haar hand op en allerlei scherpe voorwerpen vliegen om haar moeder heen. Daarna schreeuwt haar moeder en laat Carrie alle voorwerpen in de richting van haar moeder vliegen. Ze wordt tegen de muur gedrukt en sterft, als het ware gekruisigd door messen en scharen.
Carrie krijgt spijt en begint te huilen waarna ze haar moeder van de muur haalt en in haar armen houdt. Carrie laat de muren instorten juist wanneer Sue er aan komt met de intentie om Carrie te redden. Ze valt Sue aan, maar bedaart nadat ze aanvoelt dat Sue zwanger is van een dochter. Carrie redt Sue door haar uit het instortende huis te laten "vliegen". Voor Sues ogen stort het huis in en sterft ook Carrie.
In de volgende scène is er een hoorzitting waar Sue moet verklaren hoe raar alles is gelopen. Na de hoorzitting loopt Sue naar de begraafplaats. Bij Carries graf stopt ze. Er staat een witte grafsteen op, met Carries naam, geboortedatum enzovoort, maar met – waarschijnlijk – bloed, heeft iemand er de woorden "Carrie White, burns in hell" overheen geschreven. Sue legt een witte roos neer. Als Sue wegloopt, komen er barsten in de steen. De steen barst van onderen.

### Alternatief einde
Hierna is nog een laatste scène. Hierin bevalt Sue van een kind dat ze eerder van Tommy kreeg. Dit gaat mis wanneer een bloedigere hand van Carrie Sue vastgrijpt en Sue wordt schreeuwend en overstuur wakker. De bevalling bleek een droom.

## Rolverdeling
| Acteur                         | Personage                 |
| ------------------------------ | ------------------------- |
| Chloë Grace Moretz             | Carrie White              |
| Julianne Moore                 | Margaret White            |
| Judy Greer                     | Juffrouw Dejardin         |
| Gabriella Wilde                | Sue Snell                 |
| Portia Doubleday               | Chris Hargensen           |
| Ansel Elgort                   | Tommy Ross                |
| Alex Russell                   | Billy Nolan               |
| Zoë Belkin                     | Tina                      |
| Samantha Weinstein             | Heather                   |
| Karissa Strain en Katie Strain | Nicki en Lizzy            |
| Barry Shabaka Henley           | Rector Morton             |
| Cynthia Preston                | Eleanor Snell             |
| Max Topplin                    | Jackie                    |
| Demetrius Joyette              | George Dawson             |
| Mouna Traoré                   | Erika                     |
| Hart Bochner                   | Mr. Hargensen (onvermeld) |